# Vanuatu National Development Party
Die Vanuatu National Development Party (VNDP) ist eine politische Partei in Vanuatu.

## Geschichte
Die VNDP wurde im Juli 2014 von Christophe Emelee (einem Abgeordneten der the Vanuatu National Party) und Robert Bohn (dem Führer der Vanuatu Peoples Development Party) gegründet.
In den Wahlen in Vanuatu 2016 stellte die Partei dreizehn Kandidaten auf und gewann zwei Sitze im Parlament; Emelee in Torres Islands und Jack Wona in Banks Islands.
In den Wahlen in Vanuatu 2020 konnte die Partei ihr Ergebnis nicht halten und errang nur einen Sitz.

## Wahlergebnisse
| Wahl      | Stimmen | %   | Mandate |
| --------- | ------- | --- | ------- |
| Wahl 2016 | 4.942   | 4,4 | 2 / 52  |
| Wahl 2020 | 2.102   | 1,5 | 1 / 52  |
| Wahl 2022 | 1.624   | 1,2 | 2 / 52  |